# Купинское сельское поселение
Купинское сельское поселение — упразднённое муниципальное образование в Шебекинском районе Белгородской области.
Административный центр — село Купино.
19 апреля 2018 года упразднено при преобразовании Шебекинского района в Шебекинский городской округ.

## Общая информация
Населённые пункты связаны между собой автомобильными дорогами с асфальтовым покрытием.
На территории сельского поселения — 2080 частных домов, в т. ч 3 многоквартирных дома.
Купинскую территорию обслуживает маршрутный автобус ЧП «Полуэктов», который ходит по маршруту «Репное — Шебекино» три раза в день и «Стариково — Белгород» по будням — 1 раз в день, по выходным — 2 раза в день; Краснополянскую территорию обслуживает муниципальное предприятие.
Имеется 4 школы: МБОУ «Купинская средняя общеобразовательная школа» — 248 учащихся; МБОУ «Дмитриевская основная общеобразовательная школа» — 50 учащихся; Краснополянская муниципальная основная школа — 52 учащихся; Зимовская основная школа — 20 учащихся.
Медицинские пункты имеются в сёлах: Репное, Дмитриевка, Доброе, Красная Поляна и Зимовное; врачебная амбулатория — в Купино. Имеется четыре отделения почтовой связи; филиалы Сбербанка РФ — в Купино и Красной Поляне.
На территории поселения имеются сельскохозяйственные предприятия: ЗАО «Россия», группа компаний «Зелёная Долина», ООО «Держава»

## История
Купинское сельское поселение образовано 20 декабря 2004 года в соответствии с Законом Белгородской области № 159.

## Население
| 2010  | 2011  | 2012  | 2013  | 2014  | 2015  | 2016  |
| ----- | ----- | ----- | ----- | ----- | ----- | ----- |
| 4069  | ↗4071 | ↗4116 | ↘4103 | ↗4105 | ↘4060 | ↘4036 |
| 2017  | 2018  |       |       |       |       |       |
| →4036 | ↘4016 |       |       |       |       |       |

## Состав сельского поселения
| № | Населённый пункт | Тип населённого пункта       | Население |
| - | ---------------- | ---------------------------- | --------- |
| 1 | Дмитриевка       | село                         | ↗593      |
| 2 | Доброе           | село                         | ↗257      |
| 3 | Заводцы          | село                         | ↘44       |
| 4 | Зимовное         | село                         | ↘407      |
| 5 | Красная Поляна   | село                         | ↘778      |
| 6 | Купино           | село, административный центр | ↗1296     |
| 7 | Новая Заря       | хутор                        | ↗10       |
| 8 | Репное           | село                         | ↘506      |
| 9 | Яблочково        | село                         | ↗178      |

## Достопримечательности

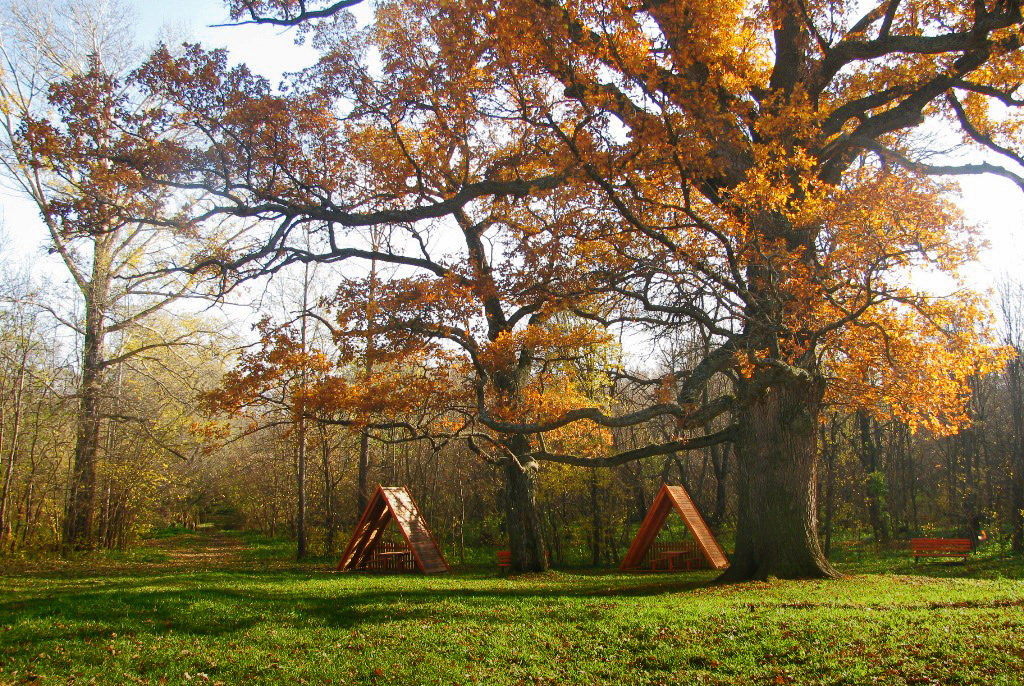
550-летний Панский дуб

На территории поселения имеются достопримечательности:
1. Панский дуб, с. Яблочково — 550-летний дуб, памятник природы;
2. раскопки Дмитриевского городища салтово-маяцкой культуры, с. Дмитриевка — памятники археологии;
3. деревянный храм Дмитрия Салунского, с. Дмитриевка, постройка 1878 года;
4. центр традиционной культуры и музей села Купино.